# Cornulaca ehrenbergii
Cornulaca ehrenbergii är en amarantväxtart som beskrevs av Paul Friedrich August Ascherson. Cornulaca ehrenbergii ingår i släktet Cornulaca, och familjen amarantväxter. Inga underarter finns listade i Catalogue of Life.